# Molly's Gusher
Molly's Gusher är ett svenskt hårdrocksband från Örebro.

## Biografi
Två demos släpptes och recensionerna blev genomgående goda, och Molly’s Gusher blev som första svenska band utvalda att spela på den polska festivalen Woodstock Stop.
Senare samma år blev de framröstade som Örebros bästa band av tidningen Nerikes Allehandas läsare, och var det enda osignade bandet som spelade på den numera nedlagda Menygalan. De spelade även in en video till låten ”Queen of My Heart”, som fick rotation i både MTV2 och MTV Nordic. 
Efter en tid bestämde sig basgitarristen Mattias Eklind att lämna bandet. Jonas Lewén, värvades på basgitarr, och en ny period med låtskrivande inleddes för bandet. Det självbetitlade debutalbumet Molly's Gusher släpptes den 20 november 2005.
Gitarristen Lars Wadström bestämde sig för att lämna bandet av personliga skäl strax innan skivsläppet.

## Medlemmar
Nuvarande medlemmar
- Simon Vegas – sång, gitarr
- Jonas Lewén – basgitarr
- Alex Wehlin – trummor
- Billy Eriksson – gitarr

Tidigare medlemmar
- Mattias Eklind – basgitarr
- Lars Wadström – gitarr

## Diskografi
Demo
- 2002 – Demo 19 sep 2002
- 2003 – Surprise

Studioalbum
- 2005 – Mollys Gusher

EP
- 2007 – Pick Your Poison and Form a Tragedy